# Äldre kampsportslärare
Äldre kampsportslärare är en stereotyp figur inom fiktion, framför allt i kampsportfilm. De är ofta från Östasien, experter på att smyga och springa och kampsport, och fysiskt starka trots sin ålder. Ofta lär personen ut kung fu, eller någon annan kampsportstil som filmen handlar om. I filmerna utvecklar de ofta en stark vänskap till sina elever, nästan som en far, och eleven ser upp till dem. Då de kidnappas ger sig eleven ut för att rädda sin lärare.

## Exempel
- Master Roshi/Kamesennin i Dragon Ball
- Iroh, Mäster Pakku och Piandao i Avatar: The Last Airbender
- Master Kan och Master Po i Kung Fu och Kwai Chang Caine i Kung Fu: The Legend Continues
- Mr. Miyagi i filmerna om The Karate Kid
- O-Sensei in DC Comics
- Yoda och Obi-Wan Kenobi, Jedi masters i Star Wars.
- Pai Mei från filmserien Kill Bill (Volym 1 & 2).
- Splinter från Teenage Mutant Ninja Turtles
- Master Shifu och Master Oogway från Kung Fu Panda